# 이스즈 저니

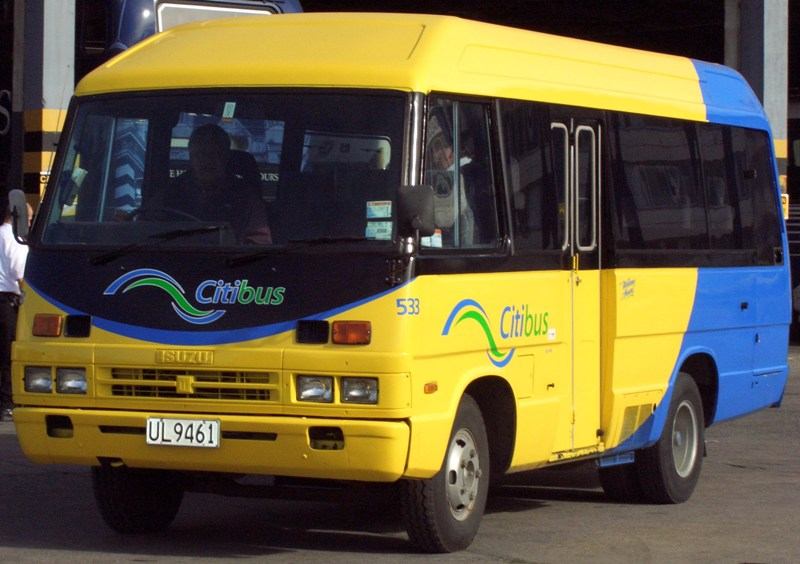
이스즈 저니 2세대

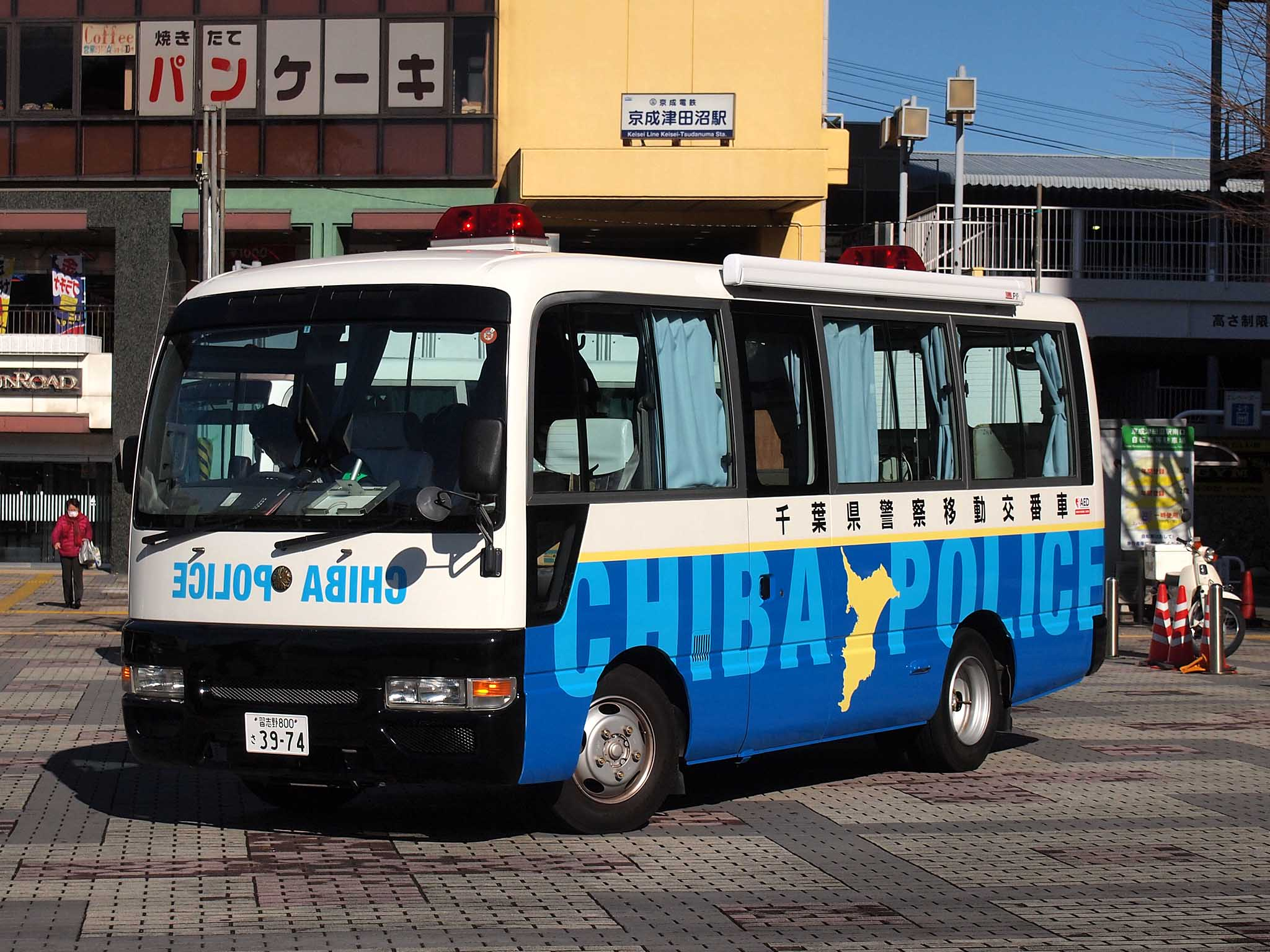
이스즈 저니 4세대 SDVW41형

이스즈 저니(영어: Isuzu Journey, 일본어: いすゞ・ジャーニー 이스즈 자아니이[*])는 일본 이스즈 자동차가 만든 중형 버스 차량으로 1960년에 최초로 출시했다.